# Table Ronde (chanson)
Table Ronde est une chanson interprétée par le chanteur congolais Grand Kallé accompagné de son groupe l'African Jazz. 
Dans le sytyle de la rumba congoloaise, la chanson a été écrite pour la Table ronde belgo-congolaise (janvier - mai 1960) sur l'indépendance du Congo tenue à Bruxelles.

## Histoire
En décembre 1959, la tenue d'une table ronde à Bruxelles pour discuter de l'avenir du Congo belge est annoncée pour l'année suivante. Les groupes African Jazz (de Joseph Kabasele) et OK Jazz (de Franco Luambo) sont tous les deux invités à se produire lors de l'événement. En janvier 1960, seuls deux musiciens d'OK Jazz ont pu être présents en Belgique et ont donc brièvement joué avec L'African Jazz. Dans ce cadre, Kabasele et ses musiciens ont travaillé pour produire quelques chansons commémoratives de l'événement. Parmi elles, celles qui ont connu le plus grand succès sont « Table Ronde » et « Indépendance Cha Cha ».
Indépendance Cha Cha a un côté plus festif et célébrateur tandis que le texte de Table Ronde est plus revendicateur . Plus engagée, son attitude a pu être décrite comme moins insouciante. 
Pendant la durée de la conférence, le groupe a enregistré ses deux compositions phares dans un studio affilié à His Master's Voice. De plus, un morceau du chanteur d'OK Jazz, Victor Longomba, "Vive Patrice Lumumba" a également était enregistré. 

## Héritage
Le musicien Gilles Sala a dit plus tard que Table Ronde et les autres chansons qui l'accompagnent « ont envoyé une onde de choc musicale. C'était assez extraordinaire, cette musique spontanée et naturelle ». 
On peut entendre Table Ronde dans l'une des scènes du film Lumumba (2000), réalisé par Raoul Peck.